# Synagoga w Sosnowcu (ul. Wiejska)
Synagoga w Sosnowcu – synagoga znajdująca się w Sosnowcu przy ulicy Wiejskiej (obecnie ul. Matki Teresy Kierocińskiej), w dzielnicy Stary Sosnowiec.
Synagoga została zbudowana w 1916 roku. Podczas II wojny światowej hitlerowcy zdewastowali i spalili jej wnętrze. Obecnie w tym miejscu jest pusty plac.